# April Wine (album)
| Recensione              | Giudizio |
| ----------------------- | -------- |
| AllMusic                | [ 1 ]    |
| Dizionario del Pop-Rock | [ 2 ]    |

April Wine è il primo ed eponimo album in studio del gruppo rock canadese April Wine, pubblicato nel 1971.

## Tracce

### LP
Lato A
1. Oceana – 4:54 (David Henman)
2. Can't Find the Town – 3:45 (Jim Henman)
3. Fast Train – 3:21 (Myles Goodwyn)
4. Listen Mister – 5:35 (Myles Goodwyn)

Lato B
1. Page Five – 6:03 (David Henman)
2. Song for Mary – 4:08 (Jim Henman)
3. Wench – 4:04 (David Henman, Jim Henman, Richie Henman, Myles Goodwyn)
4. Time – 3:46 (Jim Henman)

## Formazione
- Jim Henman - voce solista (brani: Can't Find the Town, Song for Mary, Wench e Time), basso, chitarra acustica
- Richie Henman - percussioni, tastiere
- David Henman - voce solista (brani: Oceana e Page Five), chitarra, sitar
- Myles Goodwyn - voce solista (brani: Fast Train e Listen Mister), chitarra

Ospite
- Franki Hart - accompagnamento vocale-coro (brano: Listen Mister)

Note aggiuntive
- Bill Hill - produttore (per la Much Productions)
- Registrazioni effettuate al R.C.A. Studios di Montréal, Quebec (Canada)
- Gaetan Desbiens - ingegnere delle registrazioni
- Promotivation - design album e art direction
- Ian Robertson - fotografia
- Terry Flood - Management (Montréal)[3]

## Classifica
Singoli
| Anno | Titolo del brano | Classifica      | Posizione raggiunta |
| ---- | ---------------- | --------------- | ------------------- |
| 1971 | Fast Train       | RPM 100 singles | 38                  |